# 鴨川仁
鴨川 仁（かもがわ まさし）は、日本の物理学者（複雑系と電磁波伝搬・非平衡統計物理と破壊）。学位は博士（理学）（早稲田大学・2000年）。静岡県立大学グローバル地域センター特任教授、「特定非営利活動法人富士山測候所を活用する会」副理事長。特定非営利活動法人大学宇宙工学コンソーシアム（UNISEC：University Space Engineering Consortium）理事。
早稲田大学理工学部助手、東京学芸大学教育学部准教授などを歴任した。

## 来歴

### 生い立ち
神奈川県立横浜緑ヶ丘高等学校卒業後、早稲田大学にて学ぶ。大学院在学中に博士論文として「地震に関連する大気電磁・発光現象の研究」を執筆する。2000年、早稲田大学の大学院を修了し、博士（理学）の学位を取得した。

### 物理学者として
母校である早稲田大学に採用され、理工学部の助手として着任した。理工学部においては、主として物理学科の講義を担当した。その後、東京学芸大学に採用され、教育学部の助手に就任した。2007年、学校教育法の改正に伴い、職位が助手から助教に変更となった。2014年、東京学芸大学にて教育学部の准教授に昇任した。教育学部においては、主として自然科学系の講義を担当し、基礎自然科学講座の物理科学分野を受け持った。なお、それと並行して、他の教育・研究機関でも教鞭を執っていた。2018年4月1日より、東海大学にて海洋研究所の客員准教授を兼任することとなった。2019年、静岡県立大学に転じ、グローバル地域センターの特任准教授に就任した。
教育・研究機関以外での活動としては、特定非営利活動法人として設立された「富士山測候所を活用する会」にて、学術科学委員長と事務局長を兼任していた。

## 研究
専門は物理学であり、特に複雑系と電磁波伝搬、非平衡統計物理と破壊、地震先行現象、宇宙地震学、大気発光現象、地震発光現象、物理・理科教育、科学リテラシーといった分野の研究に従事した。
電離層と津波の関係に着目しており、津波発生時に海面が上下し空気が振動することで上空の電離層の電子が押しのけられ層に穴が開くことを解明した。それを応用し、この電離層の穴とグローバル・ポジショニング・システムを利用し、津波の規模や到達時間などを予測するシステムを開発した。

## 略歴
- 2002年 - 東京学芸大学教育学部助手。
- 2007年 - 東京学芸大学教育学部助教。
- 2014年 - 東京学芸大学教育学部准教授。
- 2018年 - 東海大学海洋研究所客員准教授[5]。
- 2019年 - 静岡県立大学グローバル地域センター特任准教授。
- 2023年 - 静岡県立大学グローバル地域センター特任教授。
- 2024年 - 東海大学海洋研究所客員教授

## 著作

### 書籍
- 雷の疑問56 みんなが知りたいシリーズ16　鴨川仁, 吉田智, 森本健志 (共著),成山堂書店 (2021)。

### 監修
- 梶野文義ほか監修『地文台によるサイエンス――極限エネルギー宇宙物理から地球科学まで』Universal Academy Press、2008年。ISBN 978-4-904164-01-3

### 論文
- M. Kamogawa, et al., "Atmospheric Field Variations before the March 31, 2002 M6.8 Earthquake in Taiwan", Terrestrial, Atmospheric, and Oceanic Sciences, Vol.15, No.3, pp.397-412, Sep., 2004. ISSN 1017-0839
- Masashi Kamogawa, Hideho Ofurutonb and Yoshi-Hiko Ohtsuki, "Earthquake Light -- 1995 Kobe Earthquake in Japan", Atmospheric Research, Vol.76, Elsevier, pp.438-444, 2005. ISSN 0169-8095
- Yoshiaki Orihara, et al., "Is Japanese Folklore Concerning Deep-Sea Fish Appearance a Real Precursor of Earthquakes?", Bulletin of the Seismological Society of America, Seismological Society of America, June 18, 2019. ISSN 1943-3573

## 出演

### テレビ
- 「殺人公開放送」『古畑任三郎』フジテレビ、1994年6月8日[10]
- 日本放送協会, コズミックフロント, 宇宙の渚, File1 謎の光 スプライト, 2012/02/28
- 日本放送協会, NHKスペシャル, 宇宙の渚, 第2集 天空の女神 オーロラ, 2012/05/20
- テレビ朝日, 奇跡の地球物語〜近未来創造サイエンス〜, Episode140 ローラーコースター スリルと興奮のメカニズム、2012/09/23
- テレビ朝日, 奇跡の地球物語〜近未来創造サイエンス〜, Episode185 富士山が見つめる日本列島～異常気象2013～、2013/09/8
- 「富士山から育まれるビジネス」『咲くシーズ』BSテレビ東京、2013年6月1日[11][12]。
- 「富士山頂」『ブラタモリ』日本放送協会、2015年10月31日。
- 日本放送協会 BSプレミアム, コズミックフロント NEXT, 市民科学の最前線　謎の発光現象“スティーヴ”, 2018/4/12
- MBS/TBS系「林先生の初耳学」22時～, 2020/9/6
- 日本放送協会 Eテレ,「サイエンスZERO」, 2021/1/25
- テレビ朝日 社会科見学バラエティ「ウラ撮れちゃいました」, 2021/9/23
- テレビ東京「所さんの学校では教えてくれないそこんトコロ」遠距離通勤, 2021/10/1
- フジテレビ「林修のニッポンドリル　学者と登る世界遺産！富士山SP」, 2022/8/31
- 日本放送協会, コズミックフロントNEXT, 雷　～知られざる全貌に迫る～, 2022/12/1
- 東海テレビ「野口聡一のBOSAIステーション」, 2024/3/9

### ラジオ
- TOKYO FM ,「日本郵便 SUNDAY’S POST」, 2025/2/23
- エフエムしみず ,「マリンパル木曜日のコトバボックス」,ザ・サイエンス！科学で身を守る～10分で学ぶ防災講座～「」

## 関連人物
- 大槻義彦